# Geografija Fidžija
Fidži je skupina vulkanskih otokov v južnem Tihem oceanu, leži približno 4450 kilometrov jugozahodno od Honoluluja in 1770 kilometrov severno od Nove Zelandije. Od 332 otokov in 522 manjših otočkov, ki sestavljajo otočje, je približno 106 stalno naseljenih. Skupna velikost ozemlja je 18.272 km². Ima 26. največjo izključno ekonomsko cono s 1.282.978 km².
Viti Levu, največji otok, pokriva približno 57 % države, gosti dve uradni mesti (glavno mesto Suva in Lautoka) in večino drugih večjih mest, kot so Nausori, Vaileka, Ba, Tavua, Kororvou, Nasinu, in Nadi (mesto mednarodnega letališča) in obsega približno 69 % prebivalstva. Vanua Levu, 64 km severno od Viti Levuja, pokriva nekaj več kot 30 % kopnega, na njem je le približno 15 % prebivalstva. Njegovi glavni mesti sta Labasa in Savusavu. Na severovzhodu je zaliv Natewa, ki ga urezuje polotok Loa.
Oba otoka sta gorata, vrhovi do 1300 m se naglo dvigajo od obale in so pokriti s tropskim gozdom. Močno deževje (do 304 cm letno) pade na zavetrno (jugovzhodno) stran in te dele  otokov pokriva gost tropski gozd. Nižine na zahodnih delih vsakega od glavnih otokov so zaščitene z gorami in imajo dobro označeno suho sezono, ugodno za pridelke, kot je sladkorni trs.
Med drugimi otoki in otoškimi skupinami, ki pokrivajo le 12,5 % kopnega in na njih živi približno 16 % prebivalstva, sta Taveuni jugovzhodno od Vanua Levu in otok Kadavu, južno od Viti Levu (tretji oziroma četrti največji otok), skupina Mamanuca (tik ob Nadi) in skupina Yasawa (severno od Mamanucas), sta priljubljeni turistični destinaciji; skupina Lomaiviti (tik ob Suvi) z Levuko, nekdanjo prestolnico in edinim večjim mestom na katerem koli od manjših otokov, je na otoku Ovalau; oddaljena skupina Lau v Koro morju na vzhodu blizu Tonge, od katere jo ločuje preliv Lakeba.
Dve obrobni regiji sta Rotuma, 400 km na severu in nenaseljeni koralni atol Ceva-i-Ra ali greben Conway, 450 km jugozahodno od glavnega Fidžija. Kulturno konzervativna Rotuma s 2000 prebivalci na 44 km2 geografsko pripada Polineziji in uživa relativno avtonomijo kot fidžijsko odvisno ozemlje.
Televizija Fidži je 21. septembra 2006 poročala, da je uprava za pomorstvo in varnost Fidžijskih otokov (FIMSA) med pregledom zastarelih pomorskih kart odkrila možnost, da bi lahko še več otokov ležalo v izključni ekonomski coni Fidžija.
Več kot polovica prebivalstva Fidžija živi na otoških obalah, bodisi v Suvi bodisi v manjših urbanih središčih. Notranjost je zaradi goratega terena redko poseljena.

## Statistika
Lega
Oceanija, otoška skupina v južnem Tihem oceanu;
Geografske koordinate:
18°00′S 179°00′E
Referenčni zemljevid
Oceanija
Površina
Skupaj: 18.274 km²
Kopno: 18.274 km²
Vode: 0 km²
Meje
0 km
Obala
1129 km
Pomorske trditve
Merjeno iz zahtevanih arhipelaških temeljnih črt
Teritorialno morje: 12 navtičnih milj (22 km)
Izključna gospodarska cona: 1.282.978 km², 200 nmi (370 km)
Kontinentalni pas: 200 m globine ali do globine izkoriščanja; dodana trditev za pravokotno polico
Podnebje
Tropsko morsko; le rahlo sezonsko nihanje temperature
Teren
Večinoma gore vulkanskega izvora, plaže
Višinski ekstremi
Najnižja točka: Tihi ocean 0 km
Najvišja točka: Gora Tomanivi 1324 metrov
Naravni viri
Les, ribe, zlato, baker, naftni potencial na morju, hidroelektrarne
Raba tal
Obdelovalna zemljišča: 9,03 %
Trajni nasadi: 4,65 %
Drugo: 86,32% (2011)
Namakana zemljišča
40 km2 (2012)
Skupni obnovljivi vodni viri
28,55 km3 (2011)
Črpanje sladkovodnih voda (gospodinjsko / industrijsko / kmetijsko)
skupaj: 0,08 km³/a (30 % / 11 % / 59 %)
per capita: 100,1 m³/a (2005)
Naravne nevarnosti
Ciklonske nevihte se lahko pojavijo od novembra do januarja
Okolje - aktualna vprašanja
Krčenje gozdov; erozija tal
Okolje - mednarodni sporazumi
Pogodbenica: Biotska raznovrstnost, Podnebne spremembe in Kjotski protokol, dezertifikacija, ogrožene vrste, morsko pravo, ohranjanje morskega življenja, zaščita ozonske plasti, tropski les 83, tropski les 94, mokrišča
Podpisano, vendar ne ratificirano: Noben od izbranih sporazumov
Geografija - opomba
Vključuje 322 otokov in otočkov, od katerih je približno 110 naseljenih

## Tektonika
Fidži se nahaja na severovzhodnem vogalu Indoavstralske plošče blizu, kjer se podriva pod pacifiško ploščo na mikro plošči Severnega Fidžijskega bazena med območjem preloma Severni Fidži na severu in območjem preloma Hunter na jugu. Je del Pacifiškega ognjenega obroča, niza vulkanov okoli meje Tihega oceana.

## Skrajne točke
To je seznam skrajnih točk Fidžija, točk, ki so bolj oddaljene od severa, juga, vzhoda ali zahoda od katere koli druge lokacije.
- Najsevernejša točka - otok Uea, Rotuma, vzhodna divizija
- Najbolj vzhodna točka - otok Vatoa, vzhodna divizija
- Najjužnejša točka - otok Ceva-i-Ra, zahodna divizija
- Najbolj zahodna točka - otok Viwa, zahodna divizija

## Ekologija
Fidži ima več kot tristo otokov, od katerih so štirje bistveno veliki. Od največjega do najmanjšega so ti štirje otoki Viti Levu, Vanua Levu, otok Kadavu in otok Taveuni. Na Fidžiju so številne avtohtone rastline in živali, med njimi:
- Brachylophus bulabula (fidžijski pasasti legvan)
- Brachylophus vitiensis (fidžijski grebenasti legvan)